# Buster et Junior
Pour plus de détails, voir Fiche technique et Distribution.
Buster et Junior ou Nuit de paix avec Buster et Chauncey au Canada francophone (Buster & Chauncey's Silent Night) est un film de Noël d'animation américain réalisé par Buzz Potamkin sorti directement en vidéo en 1998. Il est inspiré de l'histoire du chant de Noël Douce Nuit.

## Synopsis
En 1818, Buster et Junior, deux souris musiciennes visitent la ville d’Oberndorf en Autriche où elles ont l’intention de jouer en l’honneur de la reine lors du spectacle annuel de Noël, organisé par le bourgmestre Huffenmeier. À Oberndorf, une jeune fille orpheline et abandonnée nommée Christina est accueillie par le Père Joseph à l’église alors qu’elle a l’intention de se rendre à Vienne où sa tante et son oncle vivent. Mais deux voleurs, se présentant en qualité de duc de Raush et comtesse de Gretchen, prétendent être là pour veiller sur les préparatifs du spectacle. Ils ne pensent en réalité qu’à s’emparer des richesses stockées dans l’église et vont profiter de cette atmosphère de fête et de l’insouciance des organisateurs. Buster et Junior s’installent également dans l’église pour les préparatifs, mais un chat passe son temps à les poursuivre en provoquant le désordre à l’intérieur de l’édifice que le bourgmestre impute par erreur à Christina. Mais le prêtre de l’église, le Père Joseph, ne pense pas que Christina soit la responsable. Pendant ce temps, les deux brigands parviennent à vider l’église de ses richesses et sont contraints d’enlever Christina qui les a surpris. Le pendentif de la jeune fille est laissé sur place, laissant cette fois-ci douter le Père Joseph de son innocence. Buster et Junior aident la jeune fille à s’échapper, et dans le même temps, le duc et la comtesse se font démasquer avec les objets dérobés. Christina est alors immédiatement innocentée. Cependant la fête semble compromise à la suite des dommages que l’orgue a subis à cause du chat. C’est alors que, la mélodie que Junior joue sur son violon inspire le Père Joseph qui l’utilise pour composer « Douce Nuit », à l’aide du poème qu’il avait écrit peu de temps auparavant. La reine, alors conquise par la prestation, propose de partir avec Christina à Vienne à la recherche de sa famille. La jeune fille fait alors ses adieux à ses nouveaux amis, Buster et Junior.

## Fiche technique
- Titre original : Buster & Chauncey's Silent Night
- Titre français : Buster et Junior
- Titre québécois : Nuit de paix avec Buster et Chauncey
- Réalisation : Buzz Potamkin
- Société de production : Project X Productions
- Scénario : George Taweel, Rob Loos
- Musique originale : John Van Eps
- Production : Buzz Potamkin
- Société de distribution : Columbia TriStar Home Video
- Pays de production :  États-Unis
- Langue : anglais, français
- Format : Couleurs - 1,33:1 - Stéréo
- Durée : 49 minutes
- Date de sortie :
  - États-Unis : 13 octobre 1998

## Distribution

### Voix originales
- Phil Hartman : Chauncey (Junior)
- Marie Osmond : Queen (la reine)
- Tom Arnold : Fritz
- Judith Blazer : Lady Gretchen
- Townsend Coleman : Father Joseph (Père Joseph)
- Jim Cummings : Buster
- Gregg Edelman : Father Joseph (chant, Père Joseph)
- Harry Goz : Mayor Huffenmeier
- Earl Hammond : Voix additionnelles
- Paul Kandel : Duke Rausch
- Lea Michele : Christina
- Ellen Bernfeld : Voix additionnelles
- Peppy Castro : Voix additionnelles
- Madeline Doherty : Voix additionnelles
- Joy Hermalyn : Voix additionnelles

### Voix françaises
Société de doublage : Dubbing Brothers
- Jean-Claude Donda : Buster
- Éric Métayer : Junior
- Bernard Alane : Duc de Raush
- Kelly Marot : Christina
- Céline Monsarrat : Comtesse de Gretchen
- Georges Caudron : Père Joseph
- Michel Prud'homme : Le bourgmestre
- Gérard Surugue : Souris Hystérique/Fritz/Joueur Tuba
- Evelyne Grandjean : Reine Thérèse / Brunhilde
- Serge Lhorca : Grüber
- Brigitte Virtudes : Comtesse de Gretchen (chant) / Reine Thérèse (chant)
- Emmanuel Curtil : Père Joseph (chant)
- Daniel Beretta : Bourgmestre (chant)

Chœurs : Daniel Beretta, Claude Lombard, Naiké Fauveau, Pierre-François Pistorio, Patrice Schreider
Chanson du générique de fin : Brigitte Virtudes

### Voix québécoises
- Manuel Tadros : Buster
- Alain Zouvi : Chauncey
- Mario Fraser : Duc de Raush
- Aline Pinsonneault : Christina
- Élise Bertrand : Comtesse de Gretchen
- Daniel Picard : Père Joseph
- Edgar Fruitier : Le bourgmestre
- Sébastien Dhavernas : Souris Hystérique/Fritz/Joueur Tuba
- Élizabeth Chouvalidzé : Reine Thérèse / Brunhilde
- Daniel Roussel : Grüber